# Odoardo Farnese, Duce de Parma
Odoardo Farnese (n. 28 aprilie 1612, Parma, Ducatul Parmei – d. 11 septembrie 1646, Piacenza, Italia), cunoscut drept Odoardo I Farnese pentru a fi distins de nepotul său Odoardo II Farnese, a fost Duce de Parma și Piacenza și Duce de Castro din 1622 până în 1646.

## Biografie
Odoardo a fost singurul fiu legitim al lui Ranuccio I Farnese, Duce de Parma și al soției acestuia, Margherita Aldobrandini. Tatăl său a murit când el avea zece ani; regența a fost asigurată de mama sa iar după moartea acesteia, de unchiul său, Odoardo Farnese. În 1628 a devenit major și în același an s-a căsătorit cu Margherita de Medici, fiica lui Cosimo al II-lea de Medici, Mare Duce de Toscana.
Primul său act notabil ca duce a fost alianța cu Franța în 1633, o mișcare concepută pentru a contracara predominanța spaniolă în nordul Italiei și să sprijine ambițiile sale teritoriale. De asemenea, el a cerut împrumuturi pentru a îmbunătăți armata, dar primele sale campanii au fost ineficiente: Piacenza a fost ocupată de trupele spaniole iar armata sa a fost învinsă de Francesco I d'Este. Trupele spaniole au invadat ducatul și au devastat țara. În absența asistenței franceze, Odoardo a fost convins de Papa Urban al VIII-lea să semneze un tratat de pace cu Spania în 1637.
Domnia sa agresivă în Castro, un fief farnese în statele papale de nord ale Romei, pe care Barberini (familia Papei Urban) erau dornici să-l dobândească, a provocat ca Odoardo să fie excomunicat în 1641. În loc de reconciliere, el a căutat alianțe cu Veneția, Florența și Ducatul de Modena și a invadat nordul Lazio cu 7.000 de soldați. Armata sa a fost compusă în mare parte din cavalerie și a fost în imposibilitatea de a recupera Castro de asediu. Deși flota Farnese a fost distrusă iar Ducele s-a dovedit de multe ori recalcitrant, prin pacea din 1644 orașul Castro i-a fost înapoiat și Odoardo fost reconciliat cu Biserica Romano-Catolică și readmis în Sfintele Taine.
Odoardo a murit pe neașteptate la Piacenza, reședința sa favorită, la 11 septembrie 1646, la vârsta de 34 de ani.

## Căsătorie și copii
La 11 octombrie 1628, Odoardo Farnese s-a căsătorit cu Margherita de Medici (31 mai 1612 – 6 februarie 1679), fiica Marelui Duce Cosimo al II-lea de Toscana. Ei au avut următorii copii:
- Ranuccio al II-lea Farnese (1630–1694); a fost căsătorit de trei ori: Prințesa Margaret Yolande de Savoia (1), Isabella d'Este (2) și Maria d'Este (3)
- Alessandro Farnese (10 ianuarie 1635 – 18 februarie 1689), guvernator al Olandei habsburgice din 1678 până în 1682
- Orazio Farnese (24 ianuarie 1636 – 2 noiembrie 1656)
- Caterina Farnese (3 septembrie 1637 - 24 aprilie 1684); călugăriță carmelită
- Pietro Farnese (4 aprilie 1639 – 4 martie 1677)